# Malaxis parthoni
Malaxis parthoni är en orkidéart som beskrevs av Charles Morren. Malaxis parthoni ingår i släktet knottblomstersläktet, och familjen orkidéer. Inga underarter finns listade i Catalogue of Life.